# Diana i Kallisto
Diana i Kalisto – obraz namalowany w latach 1556–1559 jako jeden z cyklu obrazów o tematyce mitologicznej przez włoskiego malarza renesansowego, Tycjana. Dzieło znajduje się na przemian co pięć lat w zbiorach National Gallery of Scotland i National Gallery w Londynie.

## Opis obrazu

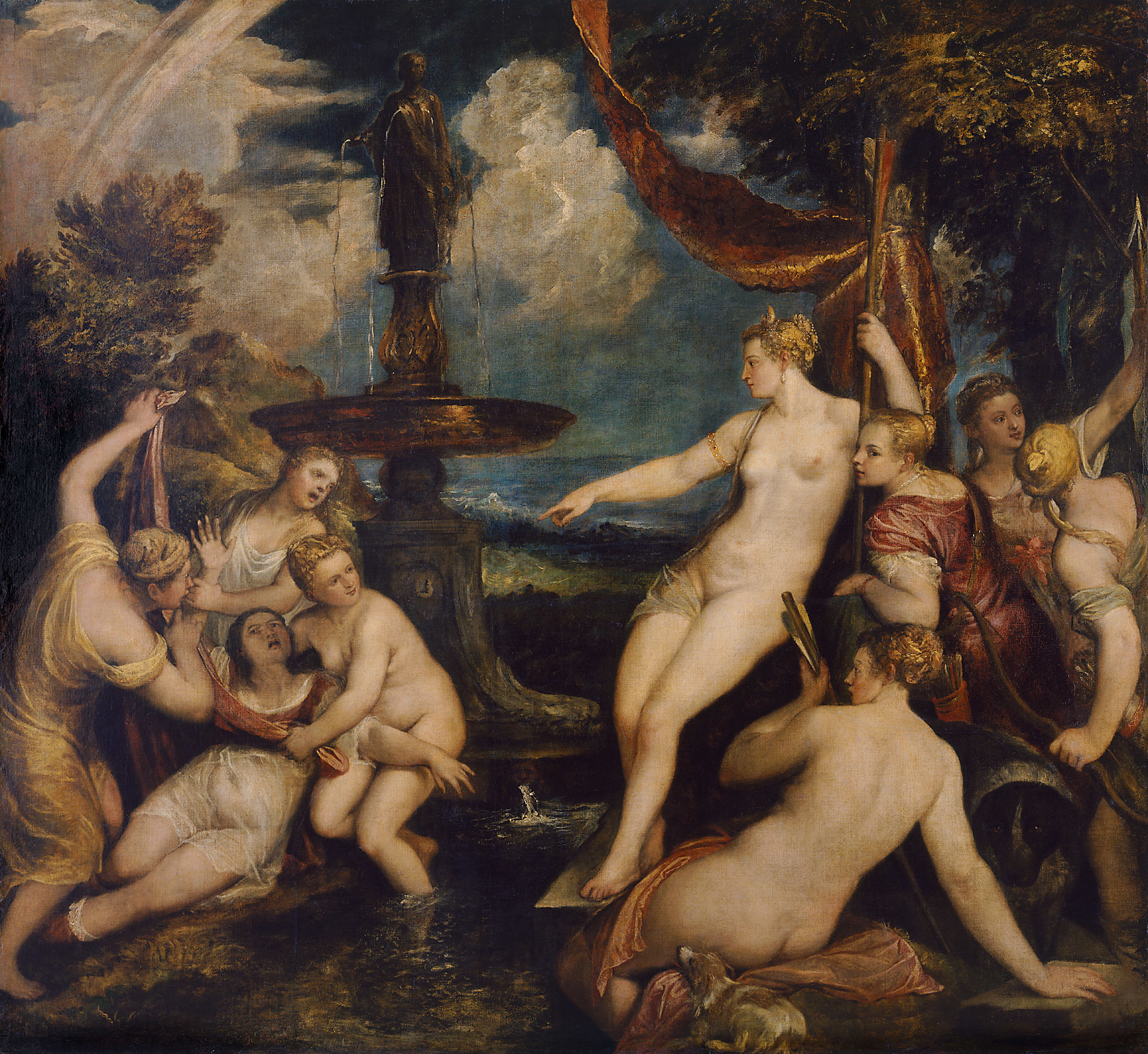
1566, Diana i Kalisto, 183 × 200 cm Muzeum Historii Sztuki w Wiedniu

Diana i Kallisto było jednym z siedmiu dzieł wchodzących w skład cyklu obrazów poruszających tematykę mitologiczną. Temat obrazu został zaczerpnięty z dzieła Metamorfozy Owidiusza. Historia opowiada o nimfie Kallisto, która zatrzymała się w lesie na odpoczynek. Dziewczynę zauważył Jowisza. Przybrał postać Diany, by łatwiej ją zwabić. Gdy ta podchodzi do niego, on posiadł ją. Dziewięć miesięcy później, Kallisto wraz ze swoimi towarzyszkami i z Dianą kapały się nad brzegiem strumienia. Wszystkie postanowiły rozebrać się i zanurzyć w wodzie.

Kallisto okryła się rumieńcem; wszystkie zdejmują osłony i ona jedna tylko zwleka; gdy się waha, towarzyszki zdarły z niej szaty. nagość odsłonięta zdradziła przestępstwo. Gdy przerażona dłońmi pragnie zakryć łono, krzyknęła Diana: „Precz stąd, nie waż się kalać tej świętej wody” - i odpędza ją od swego orszaku (Owidiusz, „Metamorfozy”, 2, 453-465)

Tycjan wiernie odtworzył opowieść. Po lewej stronie ukazał Kallisto obdzieraną z szat. Oczom ukazuje się jej nabrzmiały brzuch. Na twarzy rysuje się jej wstyd. Po prawej stronie Diana wskazuje na nią palcem nakazując jej opuszczenie grupy. Towarzyszące nimfy trzymają w dłoniach strzały i łuk – atrybuty bogini łowów. Pomiędzy grupami znajduje się fontanna z bożkiem miłości Amorem wylewającym wodę z naczynia.
W tym samym okresie Tycjan stworzył drugą wersję tego samego tematu. Obraz znajduje się obecnie w muzeum wiedeńskim. Kompozycja obrazu jest identyczna, jedynie zamiast Amora artysta umieścił grecki posąg kobiety, z której wypływa woda. Modelunek światłocieniowy również jest tu znacznie na niższym poziomie, co widoczne jest głównie w postaci Diany i widocznym w oddali leśnym krajobrazie.

## Historia obrazu
Po ukończeniu dzieła, Tycjan, wraz z innym płótnem Diana i Akteon, podarował je hiszpańskiemu królowi Filipowi II. W kolekcjach królewskich dzieło było do 1704 roku, kiedy to Filip V Hiszpański podarował je ambasadorowi francuskiemu. Wkrótce potem obraz został nabyty przez Filip II Burbona-Orleańskiego do jego biblioteki. Po rewolucji francuskiej zbiory księcia orleańskiego zostały w 1791 roku sprzedane do Brukseli przez Ludwika Filipa Orleańskiego na dwa lata przed jego zgilotynowaniem. Wkrótce, w 1798 roku, obraz został wystawiony na londyńskiej aukcji. Dzieło zostało nabyte przez Francisa Egertona, 3 księcia Bridgewater. Po śmierci księcia jego majątek został odziedziczony przez George Granville’a księcia Sutherland. Obrazy zostały wystawione w jego domu w Londynie. Podczas II wojny światowej kolekcja dzieł została przewieziona do Szkocji, gdzie przez wiele lat były wystawiane w National Gallery of Szkocji, w Edynburgu. W 2008 roku obraz wraz z innym dziełem Tycjana Diana i Kallisto zostało wystawione na licytację za łączna sumę 100 mln funtów. Dzieła postanowiły zakupić wspólnie dwie galerie National Gallery of Scotland i National Gallery w Londynie. Obecnie obrazy są wystawiane w tych galeriach przez pięć lat na przemian.